# 烏納崖
烏納崖（英語：Oona Cliff），是南極洲的山崖，位於維多利亞地的彭內爾海岸，處於沃爾頓山西北面，屬於奧特巴克冰原島峰的一部分，長約7公里，美國地質調查局根據測量和該國海軍的空中照片繪入地圖，現時由南極條約體系管理。